# Hochland-Wüstenmäuse
Die Hochland-Wüstenmäuse (Eligmodontia) sind eine in Südamerika lebende Nagetiergattung aus der Gruppe der Neuweltmäuse. Sie umfassen fünf Arten.
Diese Tiere sind relativ kleine, mäuseähnliche Tiere mit langem Schwanz und großen Ohren. Sie erreichen eine Kopfrumpflänge von 7 bis 11 Zentimetern und eine Schwanzlänge von 5 bis 11 Zentimetern. Das Gewicht beträgt 7 bis 31 Gramm. Das lange, weiche Fell ist an der Oberseite gelbbraun gefärbt, die Unterseite (manchmal auch nur die Kehle und die Brust) ist weiß. Der Schwanz ist behaart, die Hinterbeine sind verlängert und tragen haarige Ballen an den Sohlen.
Sie bewohnen trockene Grasländer und Felsgebiete und kommen in Höhen bis zu 4575 Metern vor. Ihr Verbreitungsgebiet reicht vom südlichen Peru über Bolivien bis in das südliche Chile und Argentinien.
Sie sind nachtaktiv und legen keine eigenen Baue an, sondern beziehen die anderer Tiere oder natürliche Verstecke als Unterschlupf. Ihre Nahrung besteht aus Samen, grüne Pflanzenteile (etwa Salzpflanzen), aber auch Insekten.
Die Paarungszeit erstreckt sich von Oktober (Frühling) bis April (Herbst). Dabei kann das Weibchen mehrere Würfe austragen, die Wurfgröße beträgt zwei bis neun Jungtiere.
Es werden fünf Arten unterschieden:
- Eligmodontia dunaris ist in Dünen der Atacamawüste in Nordchile zu Hause[1]
- Eligmodontia moreni bewohnt die Andenregion im nordwestlichen Argentinien.
- Eligmodontia morgani ist im südlichen Argentinien und den angrenzenden Regionen Chiles verbreitet.
- Eligmodontia puerulus kommt von Peru bis Nordargentinien vor.
- Eligmodontia typus lebt im östlichen Patagonien.

Keine der Arten ist laut IUCN bedroht, diese Angabe ist allerdings veraltet.